# HMS Terrible (1785)
Pour les autres navires du même nom, voir HMS Terrible.

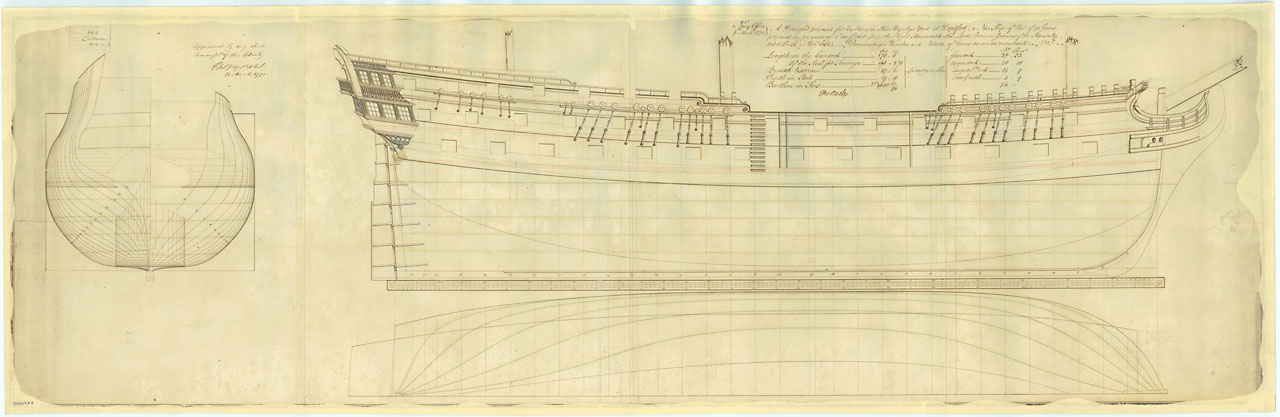
Schéma du HMS Culloden.

Le HMS Terrible est un vaisseau de ligne de 3e rang, portant 74 canons, en service dans la Royal Navy à la fin du XVIIIe siècle et au début du XIXe siècle.

## Conception et construction
Le HMS Terrible est l'un des navires de la classe Culloden. Commandé le 13 décembre 1781 et construit par le chantier naval Wells à Rotherhithe à partir de janvier 1783, il est lancé le 28 mars 1785. Long de 170 pieds et 4 pouces (soit environ 52 m) au niveau du pont, large de 47 pieds et 2 pouces (soit environ 14,38 m) et d'un tirant d'eau de 20 pieds (soit environ 6,1 m), il déplace 1 660 tons.
Le pont-batterie principal est armé avec 28 canons de 32 livres et le pont-batterie supérieur avec 28 canons de 18 livres. Le navire embarque de plus 14 canons de 9 livres sur ses bastingages et 4 canons de 9 livres sur son gaillard d'avant. L'ensemble totalise 74 canons et une bordée de 1 562 livres.

## Service actif
En 1793, le HMS Terrible est affecté dans la flotte de la Méditerranée. Le 14 mars 1795, le navire fait partie de l'arrière garde de la ligne de bataille britannique, entre les HMS St George et Fortitude, à la bataille de Gênes. Le 13 juillet suivant, il assiste sans prendre part aux combats à la bataille des îles d'Hyères.
En 1797, Richard Bickerton prend le commandement du HMS Terrible, alors affecté à la flotte de la Manche et le conserve jusqu'à sa nomination comme contre-amiral le 14 février 1799. En octobre 1798, le HMS Terrible participe à la poursuite de la division du capitaine de vaisseau André Daniel Savary après la bataille de l'île de Toraigh.
Après la rupture de la paix d'Amiens, lord Henry Paulet prend le commandement du navire. En 1806, il fait partie de l'escadre du contre-amiral Strachan à la poursuite des escadres de Willaumez, Linois et Leissègues. En août 1806, il est pris dans un ouragan et subit de très lourds dommages.

## Dernières années
En 1823, le HMS Terrible est transformé en casernements et est finalement démoli en 1836.